# 大臣 (古代日本)
大臣（おおおみ）とは、古墳時代におけるヤマト王権に置かれた役職の一つ。王権に従う大夫を率いて大王（天皇）の補佐として執政を行った。姓（かばね）の一つである臣（おみ）の有力者が就任した。

## 概要
正史で最初の大臣と見なされているのは成務天皇の時代の武内宿禰である。その後は、武内宿禰の後裔（葛城氏、平群氏、巨勢氏、蘇我氏など）が大臣の地位を継いだ。
「大臣（オホマヘツキミ）-臣・卿・大夫（マヘツキミ）」という政治体制は、百済、高句麗、新羅に共通する政治体制（「大対盧-対盧」など）に影響を受けて成立したと考えられる。
『日本書紀』では、武内宿禰一人が成務天皇、仲哀天皇、応神天皇、仁徳天皇の四世代の天皇に大臣として仕えたとされている。あまりに長寿とされたため、架空の人物と見なす説もある。
宝賀寿男は、実際には成務天皇から仁徳天皇までが三世代であり、同書における武内宿禰の活動も武内宿禰と葛城襲津彦の親子を、一人の人物として合体したものと主張した。
大臣は、各大王の治世ごとに親任され、反正天皇から安康天皇までの治世に当たる5世紀中期には葛城円が、雄略天皇から仁賢天皇までの治世に当たる5世紀後期には平群真鳥が、継体天皇の治世に当たる6世紀前期には巨勢男人が、敏達天皇から推古天皇までの治世に当たる6世紀後期から7世紀初期には蘇我馬子が、それぞれ大臣に任命された。蘇我馬子が大連である物部守屋を討った丁未の乱後は大連制が事実上廃されたために馬子が単独の執政官となり、以降は蘇我氏が政権の中枢を担うようになった。また、聖徳太子による冠位十二階の制定時、馬子は太子とともに推古天皇の王権を代行する授与者の立場に回ったことで蘇我氏の大臣は被授与者である群臣とは別格の政治的地位を築いた反面、群臣合議から乖離した結果、他の豪族たちからは孤立して後に蘇我氏宗家が滅亡する遠因となったとする指摘もある。
推古天皇の晩年、大臣は蘇我蝦夷（馬子の子）が跡を継いだ。皇極天皇の治世に当たる643年、蝦夷は息子の蘇我入鹿に大臣の冠である紫冠を授けて独断で大臣の地位を譲った。大臣の地位のみが冠位制に拘束されず、旧来通り認められることは内外の反発を招いた。645年、いわゆる乙巳の変により、蘇我入鹿は暗殺され、父の蝦夷は自死し蘇我氏の隆盛は終わった。
この事変の直後に即位した孝徳天皇は、大臣に代って左大臣と右大臣を置き、権力集中の防止を図った。ただし、新しく左右大臣に任じられた阿倍倉梯麻呂（内麻呂）・蘇我倉山田石川麻呂に授けられていた冠は従来の大臣が着用していた紫冠であったと考えられ、648年に大臣にも冠位十二階（前年に制定）に基づく冠を与えようとしたところ、左右大臣がこれを拒んで旧冠（紫冠）を着用し続けた（『日本書紀』大化4年4月辛亥朔条）とあることから、初期の左右大臣は群臣合議体の一員に戻りながらもなお旧来の大臣の影響を残していたとみられている。左右大臣を冠位制に基づく官人秩序に組み込むことが実現するのは、阿倍・蘇我が死去した649年以後のことである。

## 大臣の一覧
- 武内宿禰・・・成務天皇・仲哀天皇・応神天皇・仁徳天皇の大臣。
- 和珥日触・・・応神天皇の大臣。丸邇之比布礼能意富美[4]。
- 葛城円・・・・・武内宿禰の曾孫。履中天皇・安康天皇の大臣。
- 物部小前（大前小前宿禰大臣）・・・允恭天皇の大臣。
- 平群真鳥・・・雄略天皇・清寧天皇・顕宗天皇・仁賢天皇の大臣。
- 巨勢男人・・・継体天皇・安閑天皇の大臣（『続日本紀』での巨勢男人の末裔の上表によれば安閑天皇期も大臣であったとされるが、『日本書紀』では継体天皇の時代に亡くなったとされている）。
- 蘇我稲目・・・宣化天皇、欽明天皇の大臣。
- 蘇我馬子（嶋大臣）・・・蘇我稲目の子。敏達天皇・用明天皇・崇峻天皇・推古天皇の大臣。
- 蘇我蝦夷（豊浦大臣）・・・蘇我馬子の子。舒明天皇・皇極天皇の大臣。
- 蘇我入鹿・・・蘇我蝦夷の子。皇極天皇の頃に、蝦夷が独断で入鹿に大臣を継がせたとされる。

## 記紀以外の大臣
『先代旧事本紀』によれば、最初の大臣は懿徳天皇の申食国政大夫であった物部連の遠祖・出雲醜大臣命とされ、その後も一族が大臣の地位を継いだとされている。『先代旧事本紀』にある懿徳天皇から成務天皇までの大臣の名は、『日本書紀』では皇后の父兄として登場するが、大臣とは見なされていない。諸氏の系図史料や『新撰姓氏録』や諸神社の伝承では、成務天皇から仁徳天皇までの四代の時代には、武内宿禰以外にも、物部胆咋、仲臣雷大臣命、日本大臣命、米餅搗大使主、尾綱根命、意乎己連など複数の人物が大臣として名を連ねている。
- 出雲醜大臣命・・・・・懿徳天皇2年3月に大臣（もとは申食国政大夫（安寧天皇4年4月））[5]
- 出石心命・・・・・出雲醜大臣命の弟。孝昭天皇元年7月に大臣[5]
- 大矢口宿禰命・・・・・出石心命の子。大矢口命。大矢口根大臣命[6]
- 瀛津世襲命・・・高倉下の三世孫。孝昭天皇31年1月に大臣[5]（または孝昭の頃に大連[7]）
- 建諸隈命・・・・・高倉下の六世孫。孝昭天皇の大臣[7]（ただし天皇本紀には無い）
- 欝色雄命・・・・・出石心命の孫。孝元天皇8年1月に大臣[5]
- 大綜杵命・・・・・欝色雄命の弟。開化天皇8年1月に大臣[5]
- 伊香色雄命・・・大綜杵命の子。開化天皇8年2月に大臣[5]
- 大新河命・・・・・伊香色雄命の子。垂仁天皇元年に大臣[7]、または、垂仁天皇23年8月に大臣、同月に大連[5]
- 物部胆咋・・・伊香色雄命の甥（景行天皇36年8月条に「大臣物部胆咋宿禰」の記述）、成務天皇元年1月に大臣（3年1月には武内宿禰が大臣）[5]成務天皇の大臣で、後に宿禰とされる[7]
- 仲臣雷大臣・・・中臣栗原連、津嶋直、三間名公の祖[8]
- 日本大臣命・・・・・仲臣雷大臣[注釈 1]の六世孫
- 倭国大臣？・・・新羅の王族の昔于老の失言が発端となり、倭国が新羅に侵攻する。新羅は敗北し、于老は処刑された。味鄒王の代になり、残された于老の妻が倭国大臣を饗応すると見せかけて殺害し、復讐を果たす。[9]
- 米餅搗大使主（鏨着大使主）[8]・・・武振熊命（和邇氏の祖）の子。応神天皇に、しとぎ餅を奉ったとされる[10]。子の人華（仲臣）は春日氏らの祖
- 物部印葉・・・・・物部武諸隈の孫。応神天皇40年に大臣[11]
- 尾綱根命（尻綱根命）・・・応神天皇の大臣、尾治連を賜り大江大連となる[7]
- 意乎己連・・・尾綱根命の子。仁徳天皇の大臣[7]
- 弥蘇足尼（服部弥蘇連）・・・・・伊豆国造の一族。『播磨国風土記』に、仁徳天皇の御代に“執政大臣”の服部弥蘇連の娘が誤って捕縛された話が記述されている[12]

## 「オホマヘツキミ」論
1980年代以降、黒田達也や倉本一宏から「大和朝廷の職制として存在したのは大臣だけで、大連の職制は存在しなかった」「大臣は"オホオミ"ではなくマヘツキミ（後世の大夫・卿に相当する人々）によって構成される氏族合議体の主宰・代表者である"オホマヘツキミ"であった」とする大臣のみがヤマト王権の最高執政官の役を担ったとする説を唱えた。黒田や倉本の説はヤマト王権における豪族たちの集団が大臣を筆頭にする律令制の太政官へ移行していく過程を説明している反面、大臣（オホマヘツキミ）と姓（カバネ）の関係性や『日本書紀』に大連と記されてきた大伴氏や物部氏の政治力が過小評価されるという問題点も抱えていた。
この大臣＝「オホマヘツキミ」とする考えに対して、大連も"オホマヘツキミ"であったとみる篠川賢や加藤謙吉、大臣は"オホオミ"が正しいとする（"オホマヘツキミ"と訓読され始めたのは律令制成立前後とする）一方で大連は連の姓を持つ大臣に対して『日本書紀』の編纂者が付与した称号（大伴金村や物部守屋ら歴代の大連は大臣に任命された連姓である）で大連という職があった訳ではないとみる佐藤琢郎の反論がある。